# Військові надлишки

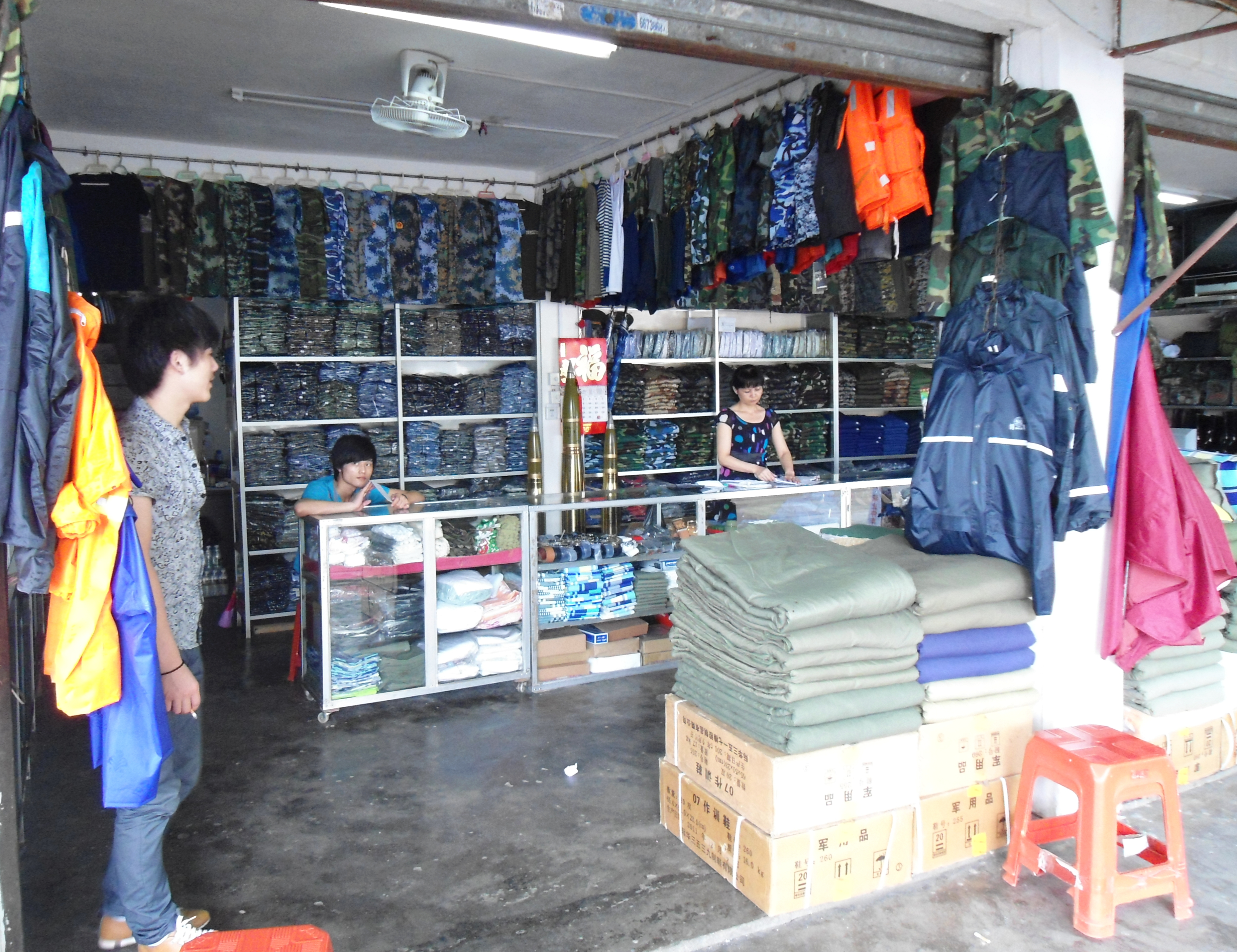
Магазин військових надлишків у місті Хайкоу, провінція Хайнань, Китай.

Надлишкове військове майно — виявлене за результатами інвентаризації наявне військове майно, що зберігається на складах, базах та в арсеналах і в якому немає потреби для комплектування військових частин згідно із затвердженими нормами як у мирний час, так і в особливий період. Військове майно, що перебуває на обліку у військових частинах понад установлені норми забезпечення, а також застаріле військове майно (з відпрацьованим ресурсом або з перевищеним терміном зберігання),  що підлягає списанню.
Реалізація надлишків військового майна попереджає невиправдану втрату військових ресурсів та забезпечує надходження додаткових коштів до бюджету збройних сил без залучення коштів державного бюджету.
У багатьох країнах, підприємці купують військові надлишки оптом та продають в спеціальних магазинах з продажу надлишків.